# ISD-Neri (wielerploeg)/2010
Deze pagina geeft een overzicht van de ISD-Neri wielerploeg in  2010.

## Staf
| Functie         | Naam                                           |
| --------------- | ---------------------------------------------- |
| General manager | Vitaliy Kovalchuk                              |
| Sportdirecteur  | Bogdan Bondarev                                |
| Ploegleiders    | Mark Beygelzimer, Angelo Citracca, Luca Scinto |

## Renners
| Naam                 | Geboortedatum | Nationaliteit | Ploeg 2009            |
| -------------------- | ------------- | ------------- | --------------------- |
| Maxim Belkov         | 09-01-1985    | Rusland       |                       |
| Diego Caccia         | 31-07-1981    | Italië        | Barloworld            |
| Simon Clarke         | 18-07-1986    | Australië     |                       |
| Alessandro Colo      | 16-05-1986    | Italië        |                       |
| Pierpaolo De Negri   | 05-06-1986    | Italië        | Neoprof               |
| Oscar Gatto          | 01-01-1985    | Italië        |                       |
| Bartosz Huzarski     | 27-10-1980    | Polen         |                       |
| Vitaliy Kondrut      | 15-02-1984    | Oekraïne      |                       |
| Denys Kostyuk        | 13-05-1982    | Oekraïne      |                       |
| Dmitry Krivtsov      | 03-04-1985    | Oekraïne      |                       |
| Oleksandr Kvatsjoek  | 23-07-1983    | Oekraïne      |                       |
| Paolo Longo Borghini | 10-12-1980    | Italië        | Barloworld            |
| Salvatore Mancuso    | 05-02-1986    | Italië        | Neoprof               |
| Gianluca Mirenda     | 17-11-1983    | Italië        |                       |
| Ruslan Pidgornyy     | 25-07-1977    | Oekraïne      |                       |
| Davide Ricci Bitti   | 12-02-1984    | Italië        |                       |
| José Rujano          | 18-02-1982    | Venezuela     | Gobernación del Zulia |
| Leonardo Scarselli   | 25-04-1975    | Italië        |                       |
| Carlo Scognamiglio   | 31-05-1983    | Italië        | Barloworld            |
| Giovanni Visconti    | 13-01-1983    | Italië        |                       |
| Emanuele Vona        | 19-03-1983    | Italië        |                       |

## Belangrijke overwinningen
| Classica Sarda Olbia-Pantogia Winnaar: Giovanni Visconti Ronde van Langkawi 6e etappe: José Rujano Eindklassement: José Rujano Internationale Wielerweek 5e etappe: Bartosz Huzarski Wielerweek van Lombardije 1e etappe: Bartosz Huzarski | Ronde van Turkije 3e etappe: Giovanni Visconti 4e etappe: Giovanni Visconti Eindklassement: Giovanni Visconti Ronde van Luxemburg 1e etappe: Giovanni Visconti Nationale kampioenschappen NK wegwedstrijd (Italië): Giovanni Visconti | GP Nobili Rubinetterie Winnaar: Oscar Gatto Brixia Tour 1e etappe (PT): Team ISD-Neri Ronde van Romagna Winnaar: Patrik Sinkewitz Ronde van Colombia 9e etappe: José Rujano |

2007 · 2008 · 2009 · 2010 · 2011 · 2012 · 2013 · 2014 · 2015 · 2016